# سیارک ۲۳۲۵
سیارک ۲۳۲۵ (به انگلیسی: 2325 Chernykh، نامگذاری:1979SP) دو هزار و سیصد و بیست و پنجمین سیارک کشف شده‌است که در ۲۵ سپتامبر ۱۹۷۹ کشف شد.
قدر مطلق سیارک برابر ۱۱٫۹۰ است.